# My name is…
『My name is…』（マイ・ネーム・イズ…）は、松室政哉の1枚目のインディーズデモアルバム。

## 解説
- インディーズ初のデモアルバム作品。
- 現在は廃盤となっている。

## 収録曲
CD
1. My name is…
2. brand-new ecstasy
3. ずるいなんて言わないで。
4. ブランコ(Album version)
5. レインドロップス
6. 真夜中、僕がつぶやく愛の歌
7. 絶望
8. Fairy tale
9. 涙がいっぱい
  - 閃光ライオット2008披露楽曲。
10. あの日
11. なみだぼうし
12. 迷い風